# Ядерная программа КНР
Ядерная программа КНР- термин для обозначения комплекса ядерных технологий, освоенных КНР как в мирной (см. Атомная энергетика Китая), так и в военной (см. Ядерное вооружение Китая) сферах.

## Гражданская ядерная программа
Первая атомная электростанция КНР была открыта 8 февраля 1970 года. В настоящее время (2011) в КНР работает 4 АЭС: Дэйбэйская АЭС, Циньшанская АЭС, Тяньваньская АЭС и Линг Ао с 11 ядерными реакторами. Кроме того, 25 АЭС находятся в стадии строительства и ещё 54 запланировано. Планы руководства КНР — увеличить в энергетическом балансе страны удельный вес атомной энергии с нынешних 1 % до 6 % к 2020.
Ведущим научным учреждением в области атомной энергетики в КНР является 728 институт (сейчас он называется Шанхайский инженерно-конструкторский институт ядерных исследований).

## Военная ядерная программа
Первое испытание атомной бомбы КНР произвела 16 октября 1964 года, войдя, таким образом, в Ядерный клуб.
Первое термоядерное испытание (Ядерное испытание № 6) состоялось 17 июня 1967 года, было произведено на полигоне Лобнор.
В настоящее время, по оценкам разведуправления Министерства обороны США, ядерный арсенал КНР может насчитывать порядка 400 боеголовок.
5 августа 2022 г. заместитель министра обороны США по политическим вопросам Колин Кол заявил, что правительство Китая находится в процессе увеличения своего ядерного арсенала в 3-4 раза. Кол отметил, что администрация президента США Джозефа Байдена ранее слышала заявления КНР о намерении обсуждать вопросы стратегической стабильности, но в Вашингтоне «не видят действительной готовности Пекина к такой работе» и не хотела бы «сползания» к конфликту с КНР.